# Odilon Wagner
Odilon Wagner (n. 24 octombrie 1954, Ponta Grossa, Paraná, Brazilia) este un actor și regizor de teatru brazilian. Lucrează în televiziune și film. Este, de asemenea, consultant în domeniul comunicațiilor și oferă consiliere în afaceri și campanii politice.
Wagner s-a născut în Curitiba și a trăit în Ponta Grossa până la vârsta de unsprezece ani.